# Javier Eduardo Gómez

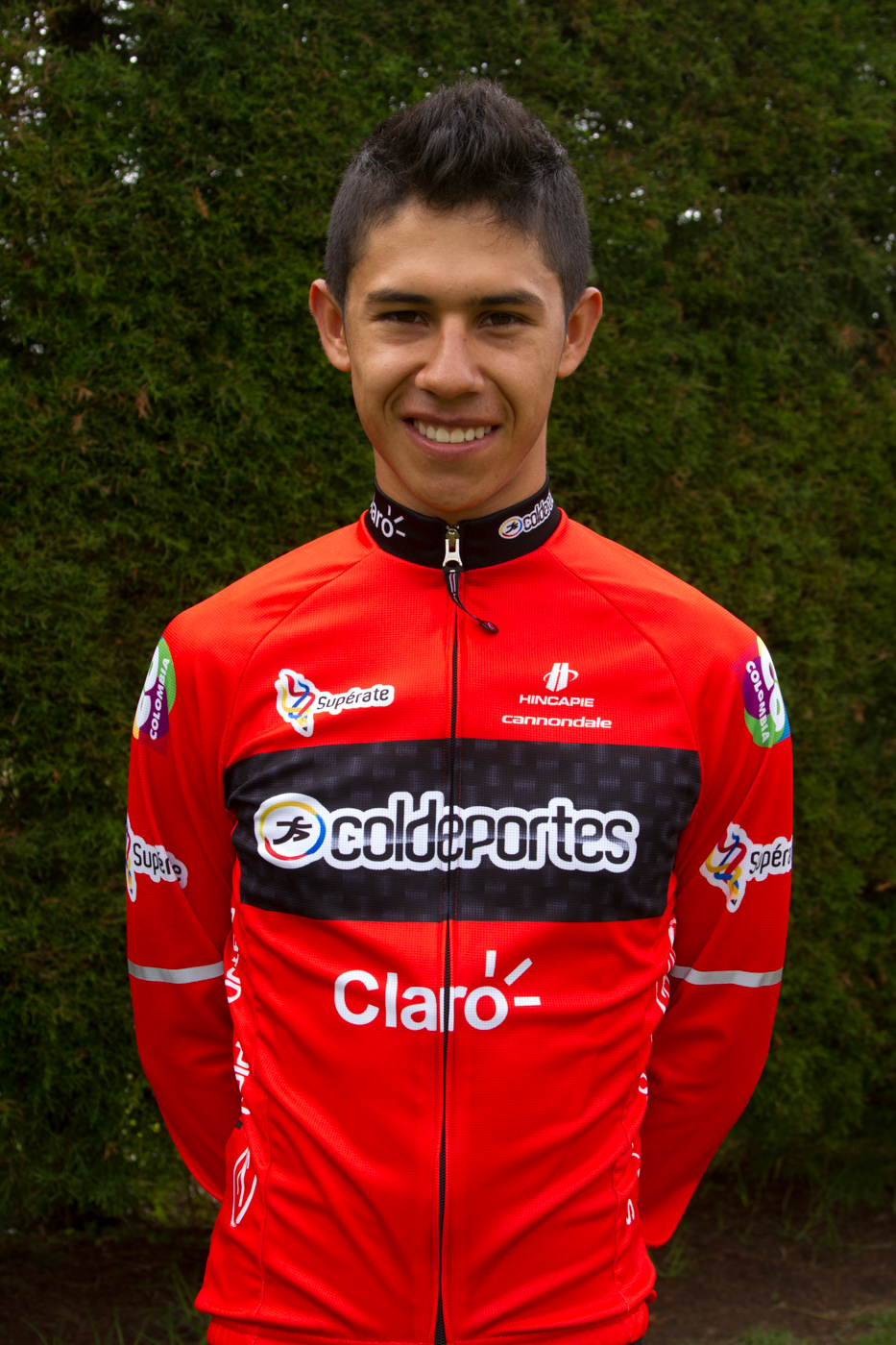
Javier Gómez (2013)

Javier Eduardo Gómez Pineda (* 16. Oktober 1991 in Sogamoso) ist ein kolumbianischer Straßenradrennfahrer.
Javier Gómez war 2010 beim Mannschaftszeitfahren der Vuelta de la Juventud Colombia erfolgreich und wurde dort auch Erster der Gesamtwertung. Ab 2011 fuhr er für das kolumbianische Continental Team EPM-UNE. In seinem ersten Jahr dort war er bei einer Etappe des Clásico RCN erfolgreich. In der Saison 2012 gewann er jeweils eine Etappe beim Clasica International de Tulcan, bei der Vuelta de la Juventud Colombia, der Etappe Vuelta a Guatemala, dem Clásica Carmen de Viboral und bei der Vuelta a Chiriquí. Seit 2013 fährt er für Colombia Coldeportes. Er gewann 2013 die achte Etappe der Vuelta a Bolivia und wurde Sechster der Gesamtwertung.

## Erfolge
2012
- eine Etappe Vuelta a Guatemala

2013
- eine Etappe Vuelta a Bolivia

## Teams
- 2011 EPM-UNE
- 2012 EPM-UNE
- 2013 Colombia Coldeportes